# Parlamentswahl in Rumänien 1992
Die Parlamentswahl in Rumänien 1992 fand am 27. September statt, um die beiden Kammern des Parlaments zu erneuern. Gewählt wurden die 341 Mitglieder der Abgeordnetenkammer (Camera Deputaților) und die 143 Mitglieder des Senats (Senatul).

## Ergebnis

### Abgeordnetenkammer
| Listen                                       | Listen | Stimmen    | %    | Mandate |
| -------------------------------------------- | --- | ---------- | ---- | ------- |
|                                              | Frontul Democrat al Salvării Naționale | 3.015.708  | 27,7 | 117     |
|                                              | Convenția Democrată Română (PNȚ-CD – PAC – PNL-AT – PNL-CD – PSDR – PER – FER) 1 | 2.177.144  | 20,0 | 82      |
|                                              | Frontul Salvării Naționale | 1.108.500  | 10,2 | 43      |
|                                              | Partidul Unității Naționale Române | 839.586    | 7,7  | 30      |
|                                              | Demokratische Union der Ungarn in Rumänien | 811.290    | 7,5  | 27      |
|                                              | Partidul România Mare | 424.061    | 3,9  | 16      |
|                                              | Partidul Socialist al Muncii | 330.378    | 3,0  | 13      |
|                                              | Partidul Democrat Agrar din România | 326.289    | 3,0  | –       |
|                                              | Partidul Național Liberal | 286.467    | 2,6  | –       |
|                                              | Mișcarea Ecologistă din România | 245.194    | 2,3  | –       |
|                                              | Partidul Republican | 178.355    | 1,6  | –       |
|                                              | Partidul Socialist Democratic Român | 95.041     | 0,9  | –       |
|                                              | Solidaritatea Național Democrată | 79.207     | 0,7  | –       |
|                                              | Noul Partid Liberal | 63.633     | 0,6  | –       |
|                                              | Uniunea Liberală "Brătianu" | 55.096     | 0,5  | –       |
|                                              | Sonstige < 0,5 % | 576.508    | 5,3  | –       |
|                                              | Unabhängige | 58.347     | 0,5  | –       |
|                                              | Minderheiten Mit einem Mandat: - Partida Romilor (52.704 Stimmen, 0,5 %) - Demokratisches Forum der Deutschen in Rumänien (34.685 Stimmen, 0,3 %) - Comunitatea Rușilor Lipoveni din România (14.975 Stimmen, 0,1 %) - Uniunea Elenă din România (9.134 Stimmen) - Uniunea Ucrainenilor din România (7.717 Stimmen) - Uniunea Democratică a Tătarilor Turco-Musulmani din România (7.699 Stimmen) - Uniunea Armenilor din România (7.145 Stimmen) - Uniunea Democratică a Sârbilor şi Caraşovenilor din România (5.328 Stimmen) - Uniunea Democratică a Slovacilor și Cehilor din România (4.708 Stimmen) - Comunitatea Italiană din România (4.188 Stimmen) - Uniunea Polonezilor din România „Dom Polski“ (3.013 Stimmen) - Uniunea Democrată Turcă din România (2.572 Stimmen) - Uniunea Bulgară din Banat-România (1.906 Stimmen) Ohne Mandat: - Uniunea Liberă Democratică a Romilor din România (31.384 Stimmen, 0,1 %) - Uniunea Generală a Romilor din România (22.071 Stimmen, 0,1 %) - Uniunea Croaţilor din România (219 Stimmen) | 209.448    | 1,9  | 13      |
| Gesamt                                       | Gesamt | 10.880.252 | 100  | 341     |
|                                              | |            |      |         |
| Ungültige Stimmen                            | Ungültige Stimmen | 1.616.178  | 12,9 |         |
| Wähler                                       | Wähler | 12.496.430 | 76,3 |         |
| Wahlberechtigte                              | Wahlberechtigte | 16.380.663 |      |         |
|                                              | |            |      |         |
| Quellen: Proces verbal – University of Essex | |            |      |         |

- 1 Mandate: 42 PNȚ-CD; 13 PAC; 11 PNL-AT; 2 PNL-CD; 10 PSDR; 4 PER; 0 FER.

ANMERKUNG – 54.749 Stimmen, die zunächst für ungültig erklärt worden waren, wurden nachträglich für gültig erklärt und auf die einzelnen Listen verteilt. Auf der institutionellen Website werden diese zusätzlichen Stimmen nicht gezählt (gültige Stimmen: 10.825.503).

### Senat
| Listen                                                                         | Listen                                                                           | Stimmen    | %    | Mandate |
| ------------------------------------------------------------------------------ | -------------------------------------------------------------------------------- | ---------- | ---- | ------- |
|                                                                                | Frontul Democrat al Salvării Naționale                                           | 3.102.201  | 28,3 | 49      |
|                                                                                | Convenția Democrată Română (PNȚ-CD – PAC – PNL-AT – PNL-CD – PSDR – PER – FER) 1 | 2.210.722  | 20,2 | 34      |
|                                                                                | Frontul Salvării Naționale                                                       | 1.139.033  | 10,4 | 18      |
|                                                                                | Partidul Unității Naționale Române                                               | 890.410    | 8,1  | 14      |
|                                                                                | Demokratische Union der Ungarn in Rumänien                                       | 831.469    | 7,6  | 12      |
|                                                                                | Partidul România Mare                                                            | 422.545    | 3,9  | 6       |
|                                                                                | Partidul Democrat Agrar din România                                              | 362.427    | 3,3  | 5       |
|                                                                                | Partidul Socialist al Muncii                                                     | 349.470    | 3,2  | 5       |
|                                                                                | Partidul Național Liberal                                                        | 292.584    | 2,7  | –       |
|                                                                                | Mișcarea Ecologistă din România                                                  | 232.758    | 2,1  | –       |
|                                                                                | Partidul Republican                                                              | 207.252    | 1,9  | –       |
|                                                                                | Solidaritatea Național Democrată                                                 | 97.711     | 0,9  | –       |
|                                                                                | Partidul Socialist Democratic Român                                              | 61.309     | 0,6  | –       |
|                                                                                | Noul Partid Liberal                                                              | 57.636     | 0,5  | –       |
|                                                                                | Sonstige < 0,5 %                                                                 | 654.829    | 6,0  | –       |
|                                                                                | Unabhängige                                                                      | 52.462     | 0,5  | –       |
| Gesamt                                                                         | Gesamt                                                                           | 10.964.818 | 100  | 143     |
|                                                                                |                                                                                  |            |      |         |
| Ungültige Stimmen                                                              | Ungültige Stimmen                                                                | 1.531.612  | 12,3 |         |
| Wähler                                                                         | Wähler                                                                           | 12.496.430 | 76,3 |         |
| Wahlberechtigte                                                                | Wahlberechtigte                                                                  | 16.380.663 |      |         |
|                                                                                |                                                                                  |            |      |         |
| Quellen: Proces verbal – University of Essex – Studia politica (nach Parteien) |                                                                                  |            |      |         |

- 1 Mandate: 21 PNȚ-CD; 7 PAC; 1 PNL-AT; 4 PNL-CD; 1 PSDR; 0 PER; 0 FER.

ANMERKUNG – 47.102 Stimmen, die zunächst für ungültig erklärt worden waren, wurden nachträglich für gültig erklärt und auf die einzelnen Listen verteilt. Auf der institutionellen Website werden diese zusätzlichen Stimmen nicht gezählt (gültige Stimmen: 10.917.716). 